# Islas Cavallo
Las Islas Cavallo (en francés: Îles Cavallo), también conocidas como "Islas de Dzira" ( Îles de Dzira) son dos pequeñas islas situadas en el Mar Mediterráneo, en la costa norte de África, cerca de la playa en la ciudad de «El Aouana» en la provincia argelina o (wilāyah ; ولاية) de Jijel. La Isla más grande está a 957 metros de El Aouana. Son conocidas como Gran Cavallo (Grand Cavallo) y Pequeño Cavallo (Petit Cavallo).